# Wohn- und Wirtschaftsgebäude Schulstraße 12
Das Wohn- und Wirtschaftsgebäude Schulstraße 12 in der niedersächsischen Gemeinde Holste-Steden wurde Mitte des 19. Jahrhunderts gebaut. Aktuell (2025) wird es zum Wohnen und wohl landwirtschaftlich genutzt.
Das Gebäude steht unter Denkmalschutz (siehe auch Liste der Baudenkmale in Holste).

## Geschichte und Beschreibung
Die Gemeinden Hellingst, Oldendorf und Steden wurden 1500 erwähnt; aus ihnen ging die Gemeinde Holste hervor.
Das eingeschossige giebelständige Gebäude auf baumreichem großen Grundstück als Zweiständer-Hallenhaus in regelmäßigem Fachwerk mit Steinausfachungen, mit reetgedecktem Krüppelwalmdach, Niedersachsengiebel mit Uhlenloch, Pferdeköpfen und Grooter Door mit Korbbogen wurde 1848 für Martin Meierhoff und Metta Meierhoff (Inschrift) gebaut. Das Innengerüst ist erhalten.
Das Landesdenkmalamt befand u. a.: „… ortsgeschichtlicher, gebäudetypischer und ortsbildprägender Zeugniswert …“